# Игумновская (Вологодская область)
Игумновская — деревня в Тарногском районе Вологодской области.
Входит в состав Тарногского сельского поселения, с точки зрения административно-территориального деления — в Шевденицкий сельсовет.
Расстояние до районного центра Тарногского Городка по автодороге — 5 км. Ближайшие населённые пункты — Николаевская, Исаковская, Шкулевская.
По переписи 2002 года население — 239 человек (126 мужчин, 113 женщин). Всё население — русские.